# Кларкстон Хајтс-Вајнланд (Вашингтон)
Кларкстон Хајтс-Вајнланд (енгл. Clarkston Heights-Vineland) насељено је место без административног статуса у америчкој савезној држави Вашингтон.

## Демографија
По попису из 2010. године број становника је 6.326, што је 209 (3,4%) становника више него 2000. године.
| Група             | 2000.         | 2010.         |
| Белци             | 5.884 (96,2%) | 6.008 (95,0%) |
| Афроамериканци    | 3 (0,0%)      | 14 (0,2%)     |
| Азијати           | 19 (0,3%)     | 29 (0,5%)     |
| Хиспаноамериканци | 90 (1,5%)     | 138 (2,2%)    |
| Укупно            | 6.117         | 6.326         |